# Thiết Hầu Tử 2: Đối đầu sát thủ
Thiết Hầu Tử 2: Đối đầu sát thủ (tựa gốc: 街頭殺手, Hán-Việt: Nhai đầu sát thủ) là một bộ phim võ thuật của Hồng Kông công chiếu năm 1996 do Triệu Lộ Giang làm đạo diễn và chỉ đạo võ thuật bởi Viên Hòa Bình. Phim có sự tham gia diễn xuất của Chân Tử Đan vai "Thiết Hầu Tử", vai diễn do Vu Vinh Quang thể hiện trong phim Thiết Hầu Tử (1993), cũng có sự tham gia của Châu song ở một vai khác. Nội dung Thiết Hầu Tử 2 không liên quan tới phần Thiết Hầu Tử trước.

## Nội dung
Phim lấy bối cảnh ở Trung Quốc đầu thế kỷ 20. Một trùm Hội Tam Hoàng tên là "Ngọc Diện Hổ" hợp tác với người nước ngoài để chiếm một thị trấn và thảm sát người dân. Đêm nọ, trong lúc Hổ đang xem một buổi diễn hý khúc thì đột nhiên bị các diễn viên của vở kịch tấn công. Nam chính là "Thiết Hầu Tử", một võ sĩ đeo mặt nạ giúp người nghèo và trừng trị kẻ ác. Hổ sống sót trong gang tấc khi đám tay sai của y xuất hiện và đuổi Thiết Hầu Tử đi.
Một chàng thanh niên làm nông dân từ nông thôn tên A Kim đến thị trấn để tìm kiếm cha mình. Anh gặp cặp mồ côi Tiểu Xuân và Tiểu Thiến chuyên kiếm sống bằng cách lừa gạt người khác. Sau khi thấy anh rất giỏi võ, họ nói dối anh rằng sẽ giúp anh tìm cha mình nếu chịu đóng giả Thiết Hầu Tử. Kim ngây thơ đồng ý và chấp nhận thỏa thuận của một cô gái giàu có để trả thù cho cha cô bị Hổ sát hại. Ông Kim thực ra là ông lão mù đi hát và biểu diễn bằng đàn nhị hồ trong thị trấn.
Đêm hôm sau, Thiết Hầu Tử đánh cắp một xe tải chở đầy súng mà Hổ mua được. Tuy nhiên, A Kim, Tiểu Xuân và Tiểu Thiến xuất hiện, và Kim tự nhận mình là Thiết Hầu Tử. Trong lúc Kim và Tiểu Hầu Tử đấu tay đôi với nhau, Tiểu Xuân và Tiểu Thiến bỏ trốn cùng đống súng đạn. Cuộc đấu giữa Kim và Thiết Hầu Tử bị gián đoạn do sự có mặt của đám tay sai của Hổ. Họ cố trốn thoát thành công song ông Kim tình cờ ở gần đó bị đám tay sai của Hổ bắt giữ.
Tiểu Xuân và Tiểu Thiến ghé thăm Hổ và bán số súng cho y. Đổi lại, Hổ thuê họ làm việc tại hộp đêm của y, song sau đấy họ rời hộp đêm sau một sự cố không hay. Trong khi đó, Thiết Hầu Tử giả làm trùm của một băng Tam Hoàng khác và đề nghị Hổ thả ông Kim. Hổ không hề biết danh tính thật của Thiết Hầu Tử, bị mắc mưu và suýt để xổng mất anh và ông Kim. Ngay sau đó, một trong những tay sai của Hổ sống sót sau vụ tấn công xe tải trở về chỗ chủ của mình. Y nhận ra Thiết Hầu Tử và chỉ đích danh anh là kẻ tấn công. Một cuộc chiến nổ ra. Ông Kim bị bắn và mất mạng còn Thiết Hầu Tử trốn thoát.
Thiết Hầu Tử tiết lộ danh tính thật của mình với A Kim và nói về chuyện đã xảy ra với cha anh. Trong khi ấy, Hổ sai em trai mình là Sơn Hùng (một đấu sĩ cừ khôi) đối phó với Thiết Hầu Tử. Một đêm nọ, A Kim, Tiểu Xuân và Tiểu Thiết tới hang ổ của Hổ để đánh cắp đám súng song bị đám tay sai của Hổ phát hiện. Thiết Hầu Tử xuất hiện và giúp họ chống lại bọn chúng, song Tiểu Thiến bị thương nặng rồi chết trong vòng tay của Tiểu Xuân.
A Kim và Tiểu Xuân cải trang làm họa sĩ và lẻn vào hộp đêm của Hổ rồi khơi mào một trận đánh. Khi Kim bị Hổ và Sơn Hùng dồn vào chân thường thì Thiết Hầu Tử xuất hiện và giúp anh đối phó với Sơn Hùng. Thiết Hầu Tử lấy mạng Sơn Hùng rồi cùng Kim đấu với Hổ. Sau cùng Hổ kẹt trong một chiếc lưới và bị Tiểu Xuân thiêu chết. Phim kết thúc khi Thiết Hầu Tử, A Kim và Tiểu Xuân bỏ đi.

## Phân Vai
- Chân Tử Đan vai Thiết Hầu Tử
- Chu Tỷ Lợi vai Sơn Hùng
- Ngọ Mã vai ông Kim, hay Kim Đại Phong, cha của A Kim
- Trương Kiến Lợi vai Ngọc Diện Hổ
- Lưu Canh Hoàng vai Tiểu Xuân
- Hà Châu Dung vai Tiểu Thiến
- Nguyên Văn Khánh vai A Kim